# Rose Eudora Collom
Rose Eudora Collom (Georgia, 20 de diciembre de 1870-12 de junio de 1962) fue una botánica estadounidense pionera conocida por sus contribuciones al estudio de la flora del Gran Cañón del Colorado y su dedicación a la promoción de las plantas autóctonas de Arizona en el ámbito del paisajismo y la horticultura.

## Biografía
Nació en Georgia en 1870. Se graduó en literatura inglesa en el Lindenwood College y se casó con Wilbert B. Collom en 1907. En 1914, la pareja se mudó a Arizona, donde se sumergió en el estudio de la flora del desierto. Su interés por la botánica comenzó de manera casual mientras vivía en una zona remota del condado de Gila, donde pasaba sus días recolectando esquejes y semillas para crear un jardín en su terreno.
Se convirtió en una experta autodidacta en botánica, estableciendo correspondencia con destacados botánicos de la época y realizando numerosos descubrimientos de nuevas especies de plantas. Entre los científicos con los que colaboró se encuentran Joseph Rose, Thomas Henry Kearney y Robert Hibbs Peebles. Su trabajo contribuyó significativamente al conocimiento de la flora del Gran Cañón y otras regiones de Arizona.
En 1938 recibió una beca de investigación para estudiar la flora del Gran Cañón, convirtiéndose en la primera botánica profesional en trabajar en el parque nacional. Durante su carrera, recolectó más de 800 especímenes de plantas, muchos de los cuales se conservan en instituciones botánicas de renombre, como el Herbario Nacional de Estados Unidos y el Real Jardín Botánico de Kew.
Su dedicación a la flora del desierto de Arizona y su contribución al conocimiento científico la convierten en una figura destacada en la historia de la botánica en Estados Unidos. Continuó trabajando en botánica hasta su fallecimiento en 1962.

## Legado
Su legado perdura en las numerosas especies de plantas que descubrió y que llevan su nombre, como la Dudleya collomiae, Ranunculus collomiae y Galium collomiae. Su investigación también promovió el uso de especies autóctonas en el paisajismo de Arizona, lo que contribuyó a la conservación de la biodiversidad local. En 1997, fue nombrada otra especie en su honor: Mentzelia collomiae, una pequeña planta de flores amarillas que únicamente se conoce en Arizona.